# قرار مجلس الأمن التابع للأمم المتحدة رقم 568
قرار مجلس الأمن التابع للأمم المتحدة رقم 568، المتخذ بالإجماع في 21 حزيران / يونيو 1985، بعد سماع ملاحظات من بوتسوانا، أدان المجلس الغارة التي شنتها جنوب أفريقيا على غابورون، معربًا عن صدمته واستيائه من الخسائر في الأرواح والأضرار التي لحقت بالممتلكات، واعتبر الهجوم بمثابة «انتهاك صارخ لسيادة البلاد وسلامتها الإقليمية.» 
وأدان المجلس كذلك جميع أعمال العدوان والاستفزاز والمضايقة، بما في ذلك الخطف والقتل والابتزاز ضد بوتسوانا من قبل جنوب أفريقيا، ودعا إلى الوقف الفوري لهذه الأنشطة. كما أدان ما تمارسه جنوب إفريقيا من أفعال ضد دول في جنوب إفريقيا.
وطالب القرار بعد ذلك بتعويض بوتسوانا والدول الأخرى المتضررة من الهجمات، مؤكداً حقها في توفير الملاذ لأولئك الفارين من الفصل العنصري .
وأخيراً، طلب المجلس من الأمين العام إرسال بعثة إلى بوتسوانا لتقييم الأضرار واقتراح أساليب لتعزيز قدرة بوتسوانا على توفير المأوى للاجئين من جنوب أفريقيا. كما طالبت المنظمات الدولية بتقديم المساعدة إلى البلاد.
تمت صياغة القرار من قبل بوركينا فاسو ومصر والهند ومدغشقر وبيرو وترينيداد وتوباغو.

## روابط خارجية
- نص القرار في undocs.org